# Estadio Docklands
El Estadio Docklands, también conocido actualmente como Marvel Stadium por motivos de patrocinio, es un estadio multipropósito que se encuentra en la ciudad de Melbourne, Australia. Fue construido en 2000 con una capacidad para 56 347 personas, y se usa para partidos de fútbol australiano, fútbol y rugby.
Allí juegan los equipos Carlton, Essendon, North Melbourne, St Kilda y Western Bulldogs de la Australian Football League. También es sede del Melbourne Victory de la A-League de fútbol y Melbourne Renegades de la Big Bash League de crìquet. Por su parte, el Melbourne Storm de la National Rugby League utilizó el estadio en la temporada 2001.
En la Copa Mundial de Rugby de 2003 se jugaron siete partidos en Docklands, entre ellos Australia-Irlanda por la fase de grupos y Nueva Zelanda-Sudáfrica y Francia-Irlanda por cuartos de final. En los Juegos de la Mancomunidad de 2006 se realizaron allí los partidos de rugby 7. El State of Origin de rugby 13 ha tenido tres partidos en Docklands en 2006, 2009 y 2012.
En 2015 se celebró allí el combate de artes marciales mixtas UFC 193 ante 56 214 espectadores.
Por otra parte, en Docklands se han realizado conciertos musicales de AC/DC, Eminem, U2, Bon Jovi, Coldplay, Robbie Williams, Taylor Swift, Pearl Jam, Bruce Springsteen, Kiss, Green Day, TWICE y Adele.
El estadio ha tenido cuatro nombres comerciales: Colonial Stadium en su inauguración en 2000, Telstra Dome en 2002, Etihad Stadium entre 2009 y 2018, y Marvel Stadium desde 2018.

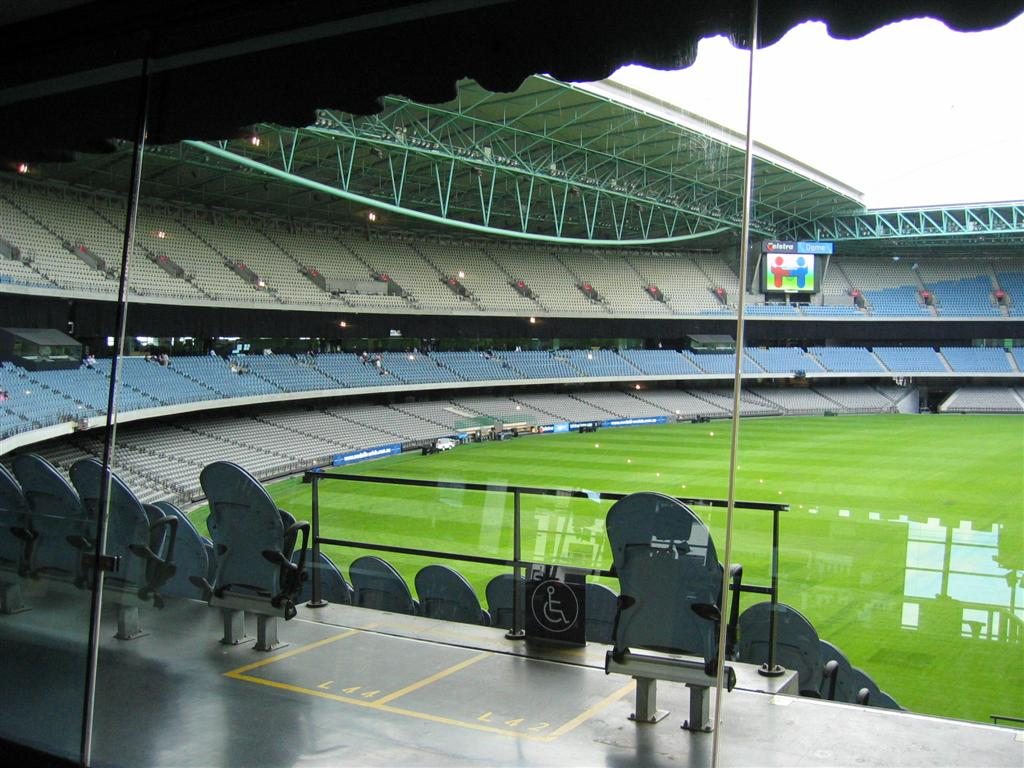
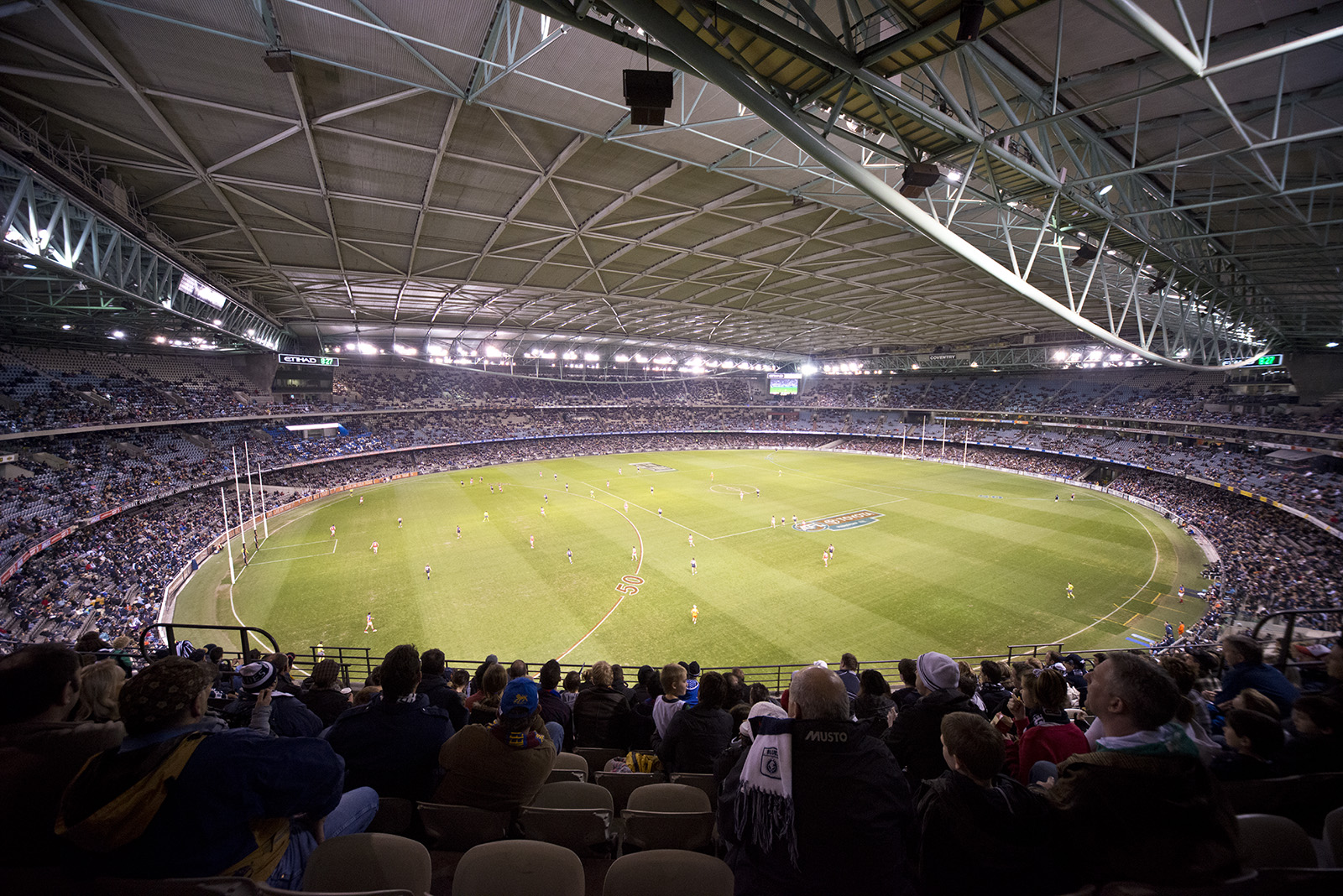